# Petrelaea dana
Petrelaea dana är en fjärilsart som beskrevs av De Nicéville 1884. Petrelaea dana ingår i släktet Petrelaea och familjen juvelvingar. Inga underarter finns listade i Catalogue of Life.

## Bildgalleri

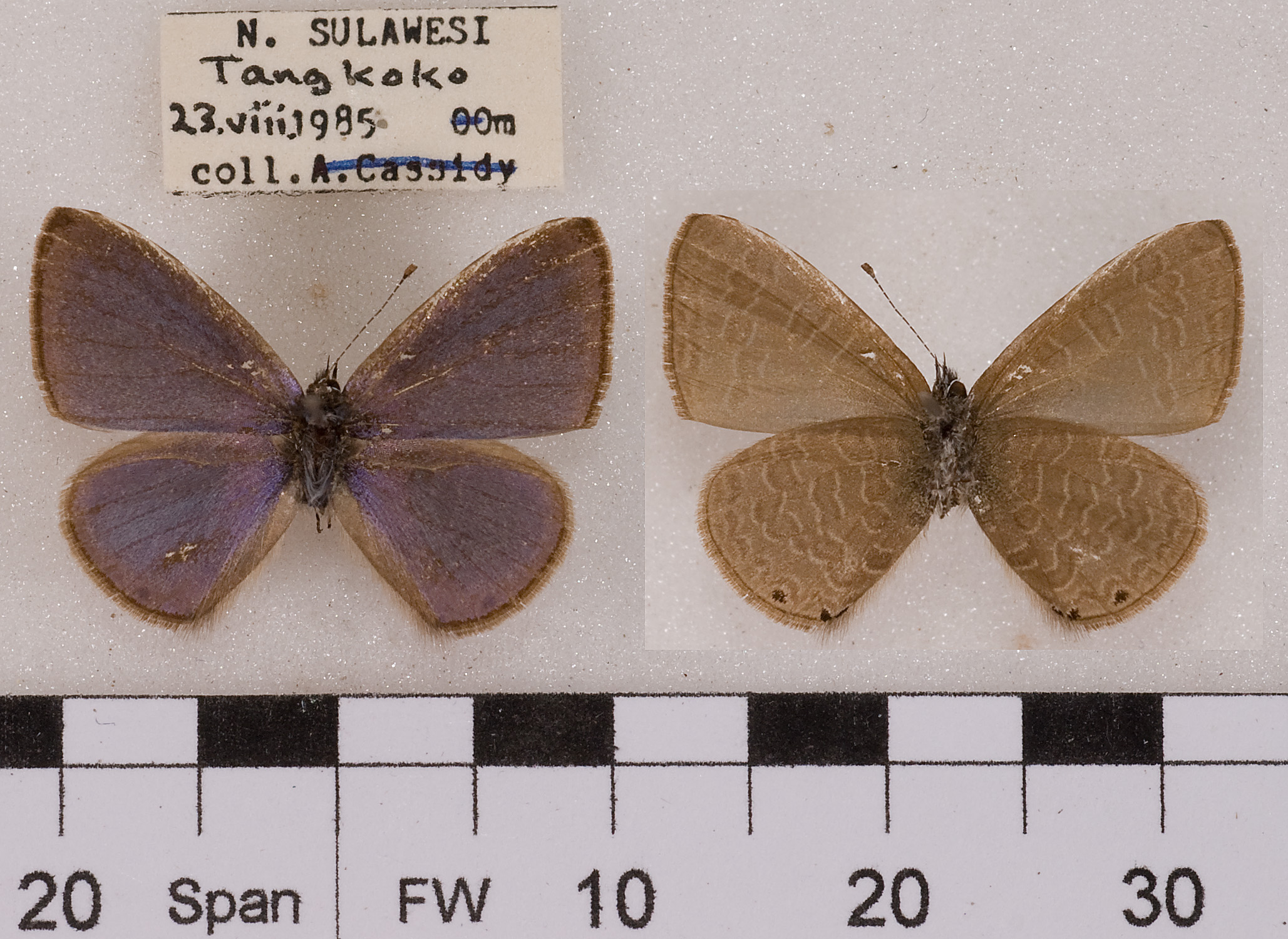